# VV قيفاوس

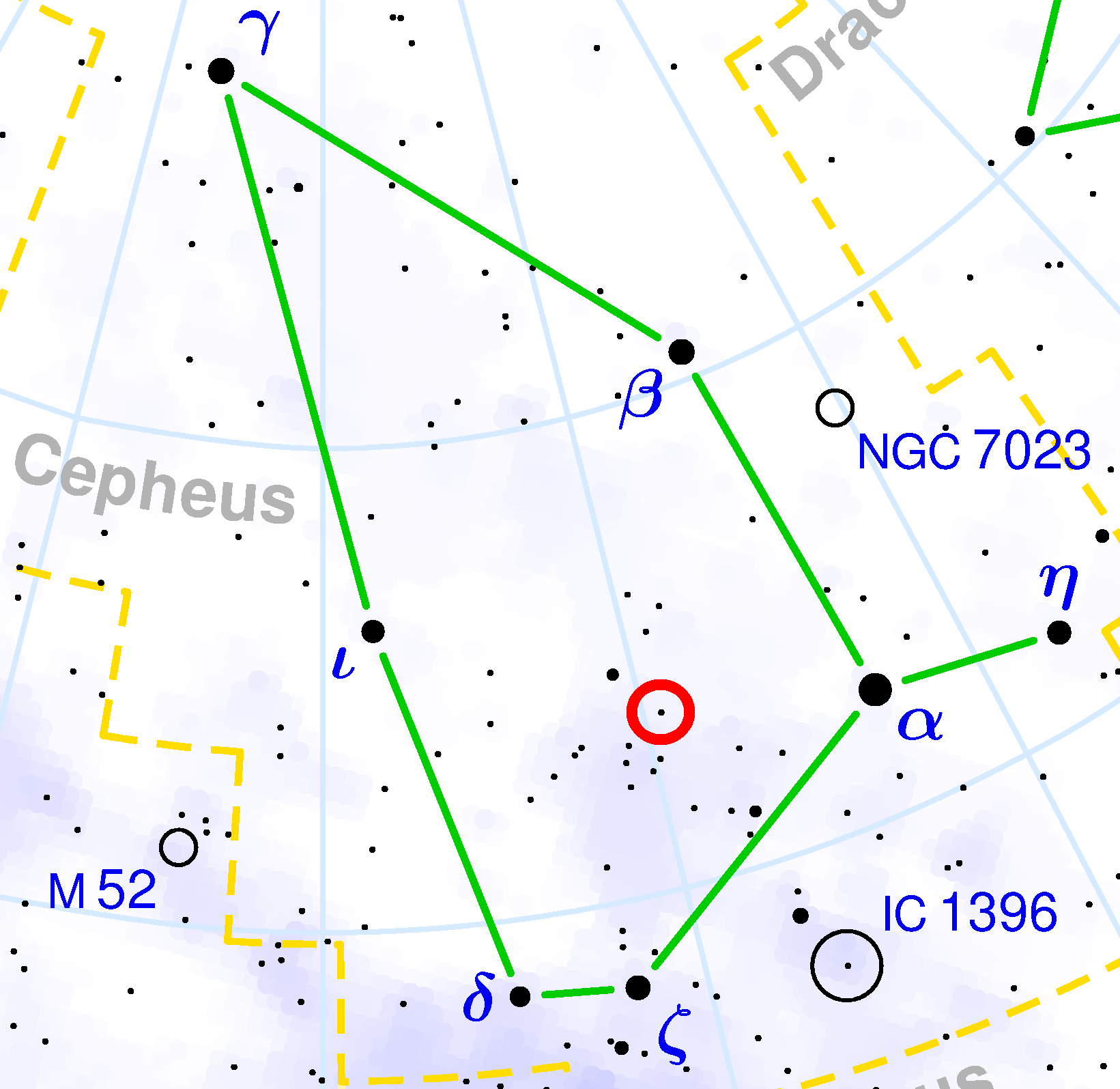
كوكبة الملتهب وفي وسطها ، معلما بدائرة حمراء نجد موقع VV الملتهب.

مقارنة بين حجمي الشمس و VV الملتهب A.

VV قيفاوس أو VV الملتهب في الفلك (بالإنجليزية: VV Cephei,أوHD 208816) هو نظام نجمي خسوفي ويقع في كوكبة الملتهب ، ويبعد عن الأرض نحو 2400 سنة ضوئية أي أنه ينتمي إلى مجرتنا مجرة درب التبانة (للمقارنة : يبلغ قطر المجرة نحو 100.000 سنة ضوئية).
.
وهو نجم أحمر فائق العملقة ويقترن به نجم أزرق (VV الملتهب B) يبدو أنه من نجوم النسق الأساسي . وتبعث من النجم الفائق العملقة جزء من مادتة منجذبة إلى قرينة الأزرق . لذلك يسمى النجم الفائق العملقة VV الملتهب A وهو يعتبر ثالث نجم في السماء في ترتيب التألق طبقا لقائمة أشد النجوم المعروفة تألقا، حيث يبلغ نصف قطره بين 1600 إلى 1900 نصف قطر شمسي.
وهو يشبه منكب الجوزاء من حيث ظاهرتهم الخاصة بصعوبة قياسهم بدقة من بين نجوم التصنيف نجم فائق العملقة. VV الملتهب ليس كرويًا تمامًا وتحيطه طبقات عاتمة ضعيفة النفاذية للضوء وتمتد إلى مسافات بعيدة في جوه . وتقترن تلك الطبقات أيضا بمناطق غبارية داكنة، تتغير درجة تألقها اختلافًا كبيرًا مما يجعل من العسير تحديد حجمها الحقيقي بدقة .

## الخصائص

### VV الملتهب A

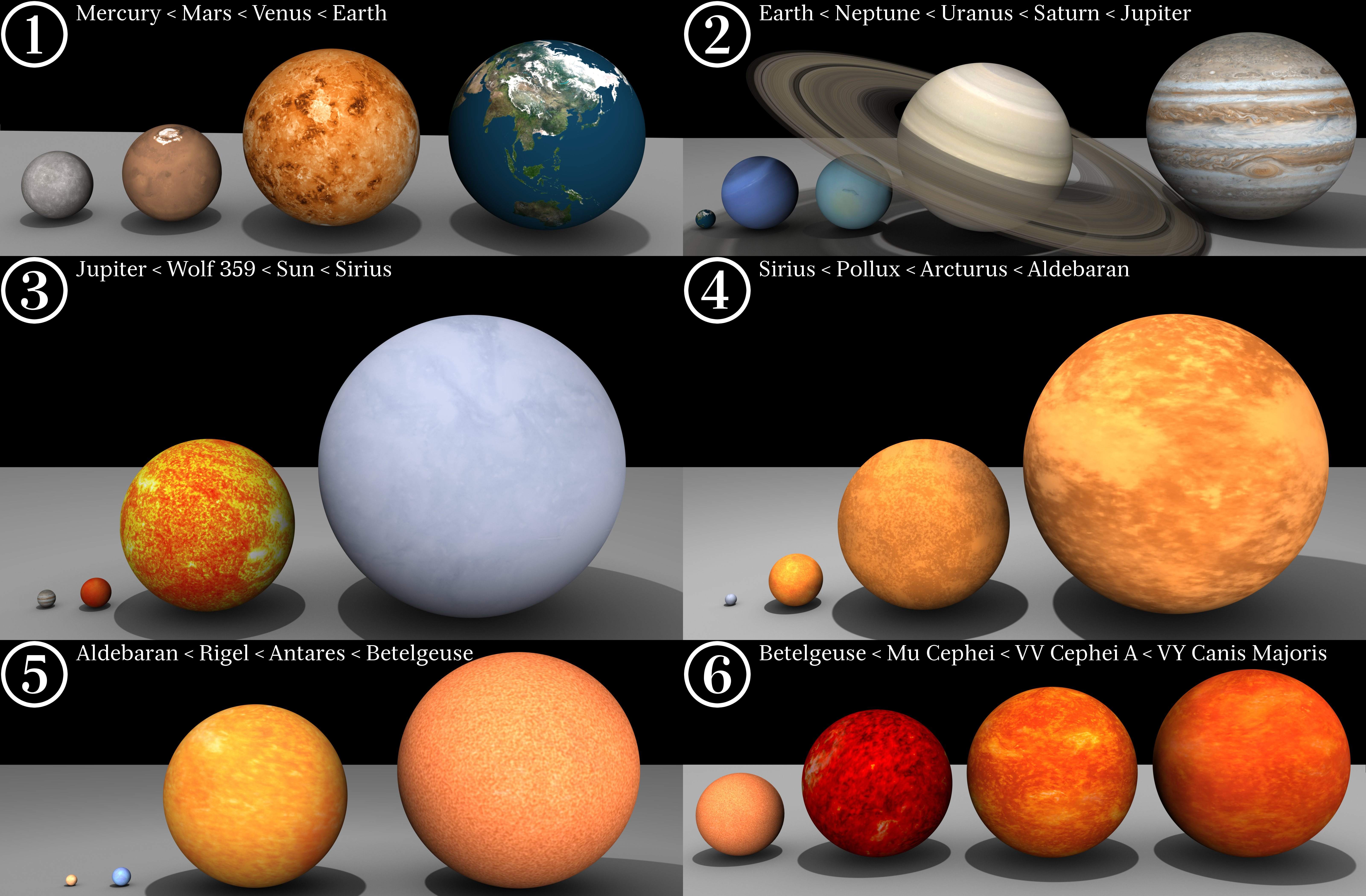
مقارنة بين أحجام بعض كواكب المجموعة الشمسية وبعض النجوم.
1. عطارد <المريخ <الزهرة <الأرض
2. الأرض <نبتون <أورانوس <زحل <المشتري
3. المشتري <وولف 359 <الشمس <الشعرى اليمانية
4. الشعرى اليمانية <رأس التوأم المؤخر <السماك الرامح <الدبران
5. الدبران <رجل الجبار <قلب العقرب <منكب الجوزاء
6. منكب الجوزاء <مو قيفاوس<VV الملتهب A

ترتيب VV الملتهب A في قائمة أكثر النجوم تألقا هو المركز الثاني في درب التبانة ويصنف طيفه من فئة
M2 ويبلغ قطره بين 1600 - 1900 قطر شمسي، ولوكان يبعد عنا بعد الشمس لوصلت حدود سطحه حتى مدار كوكب المشتري . ويبلغ ضياؤه نحو
275.000 - 575.000 مرة ضياء الشمس ، ولا تعرف كتلته بدقة .
وباعتبار حركته في فلكه يمكن تقدير كتلته بأنها أكبر من كتلة الشمس 100 مرة، إلا أن تقدير كتلته بالاعتماد على تألقه فتقدر بين 25 و 40 كتلة شمسية. تبلغ درجة حرارة سطح VV الملتهب A بين 3.300 و 3.600 كلفن.

### VV الملتهب B
يعتبر VV الملتهب B نجما أزرقا طبقا للنسق الأساسي ، وتصنيفه الطيفي من قئة B . يبلغ قطره 10 أضعاف قطر الشمس، وأما َضياءه فيبلغ 100.000 مرة أشد من الشمس . وهو يدور حول VV الملتهب A في دورة مقدارها 3و20 سنة . وخسوفه يستغرق 1300 يوم، وكان أخر خسوف له في يناير 1998. تبلغ درجة حرارة سطحه بين 10.000 - 28.000 كلفن.

## خسوف النجوم المزدوجة
لا يبين المنحنى الضوئي للنظام VV الملتهب تغيير أثناء عبور النجم الأزرق أمام النجم الفائق العملقة VV الملتهب A.

ولكن عند عبور النجم الأزرق خلف VV الملتهب A فإن تألقه ينخفض فجأة .

## اقرأ أيضا
- سهيل (نجم)
- الجبار (كوكبة)
- الميسان (نجم)
- نطاق الجبار
- مسدس الشتاء
- النظام (نجم)
- نجم المليك
- رأس التوأم المؤخر
- المرزم (نجم)
- نجم فائق العملقة
- نجم مفرط العملقة
- يو واي سكوتي
- أن أم أل الدجاجة
- قائمة أسماء النجوم العربية
- قائمة أكبر النجوم كتلة
- قائمة النجوم في كوكبة الملتهب